# Chalastra pelurgata
Chalastra pelurgata là một loài bướm đêm trong họ Geometridae.